# Provincia di Sidi Kacem
La provincia di Sidi Kacem è una delle province del Marocco, parte della Regione di Rabat-Salé-Kenitra. Nel 2010 alcune località della provincia sono state scisse e, unitamente ad altre della provincia di Chefchaouen sono andate a comporre la nuova provincia di Ouezzane

## Geografia antropica

### Suddivisioni amministrative
La provincia di Sidi Kacem contava, prima della suddivisione 6 municipalità e 33 comuni:

#### Municipalità
- Dar Gueddari
- Had Kourt
- Jorf El Melha
- Mechra Bel Ksiri
- Ouezzane
- Sidi Kacem

#### Comuni
- Ain Dfali
- Al Haouafate
- Bab Tiouka
- Bir Taleb
- Bni Oual
- Bni Quolla
- Chbanate
- Ermilate
- Khnichet
- Lamjaara
- Lamrabih

- Masmouda
- Moulay Abdelkader
- Mzefrouine
- Nouirate
- Oulad Nouel
- Ounnana
- Sefsaf
- Selfat
- Sidi Ahmed Benaissa
- Sidi Ahmed Cherif
- Sidi Al Kamel

- Sidi Ameur Al Hadi
- Sidi Azzouz
- Sidi Bousber
- Sidi M'Hamed Chelh
- Sidi Redouane
- Taoughilt
- Tekna
- Terouale
- Zaggota
- Zghira
- Zirara